# Creierul lui Donovan (film)
Creierul lui Donovan (titlu original Donovan's Brain) (1953) este un film științifico-fantastic regizat de Felix E. Feist; cu Lew Ayres, Gene Evans și Nancy Reagan în rolurile principale.

## Povestea
O altă versiune a romanului lui Curt Siodmak despre un om de știință onest care ține creierul unui milionar mort nemilos (Donovan), viu într-un rezervor. Donovan reușește să-și impună voința sa puternică și-l folosește pe omul de știință ca să-i omoare pe dușmanii săi.

## Distribuția

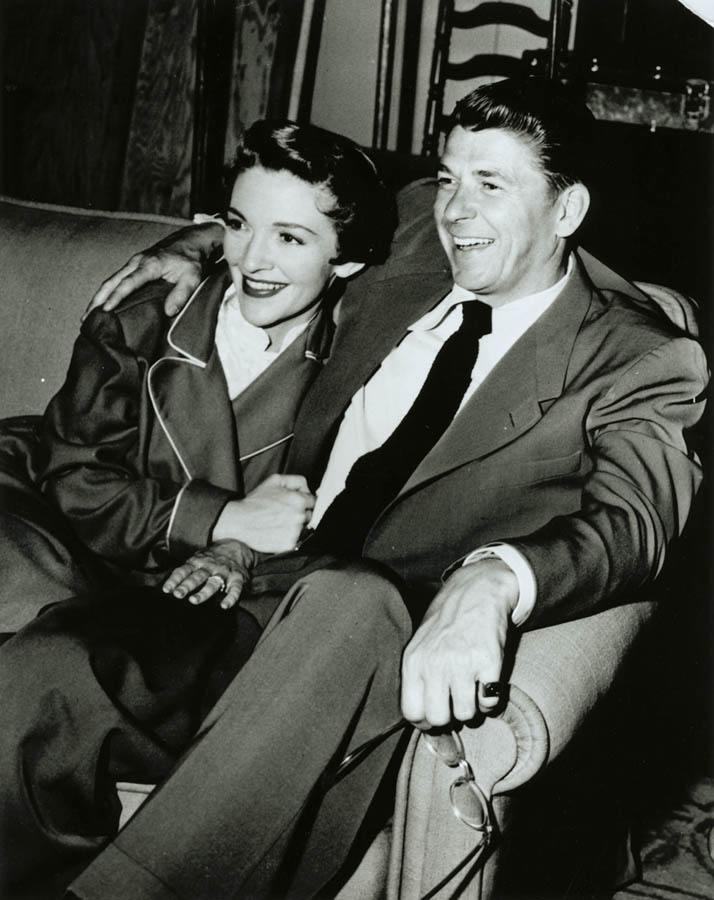

- Lew Ayres este Doctor Patrick J. Cory
- Gene Evans este Doctor Frank Schratt
- Nancy Davis este Janice Cory
- Steve Brodie este Herbie Yocum
- Tom Powers este Consilierul lui Donovan
- Lisa Howard este Chloe Donovan
- James Anderson este Șef Tuttle
- Victor Sutherland este Nathaniel Fuller
- Michael Colgan este Tom Donovan
- Peter Adams este Sr. Webster
- Harlan Warde este Agentul Brooke
- Shimen Ruskin este Tailor
- Don Brodie este Detectivul Who/Dr. Cory
- William Cottrell este Dr. Crane
- John Hamilton este Sr. MacNish
- Paul Hoffman este Mr. Smith
- Stapleton Kent este W. J. Higgins
- Faith Langley este Recepționer Fuller
- Max Wagner este Agent